# (21210) 1994 PA31
1994 بي أي 31 (ويعرف أيضًا باسم (21210) 1994 بي أي 31 وفق تسمية الكوكب الصغير) (بالإنجليزية: 1994 PA31)‏ هو كويكب ضمن حزام الكويكبات؛ وترتيبه 21210 من حيث الاكتشاف.
اكتُشف هذا الجُرم الفلكي بواسطة إيريك والتر إلست في 12 أغسطس 1994.

## وصلات خارجية
- (21210) 1994 PA31 في قاعدة بيانات مختبر الدفع النفاث لأجرام النظام الشمسي الصغيرة

- الاكتشاف · مخطط المدار ·  العناصر المدارية · المعلمات المادية

- (21210) 1994 PA31 على موقع ويكي سكاي: DSS2, SDSS, GALEX, IRAS, Hydrogen α, X-Ray, Astrophoto, Sky Map, Articles and images